# Східна Довгокича
Східна Довгоки́ча (рос. Восточная Долгокыча) — село у складі Олов'яннинського району Забайкальського краю, Росія. Входить до складу Довгокичинського сільського поселення.

## Історія
Село утворено 2013 року шляхом виділення із села Довгокича.